# SJ Pb (I) / Pb (II)
Die schwedischen Baureihen Pb (I) / Pb (II) waren elektrische Lokomotiven der Statens Järnvägar (SJ). Sie wurden unter der Baureihenbezeichnung Pb (I) als Doppellokomotiven mit der Achsfolge 2’B+B2’ von Svenska Järnvägsverkstäderna (ASJ-F) in Falun und Allmänna Svenska Elektriska Aktiebolaget (ASEA) in Västerås gebaut und ab 1922 im Reisezugdienst auf der Bahnstrecke Kiruna–Riksgränsen (Erzbahn, Malmbanan) eingesetzt.
1937 wurden sie zu Einzellokomotiven mit der Achsfolge 1’C1’ umgebaut und erhielten die Baureihenbezeichnung Pb (II).

## Pb (I) – 1922–37
Der mechanische Teil der Lokomotiven wurde von ASJ-F hergestellt, ASEA war für die elektrische Ausrüstung zuständig. Die beiden Lokomotivhälften 52 und 53 sowie 54 und 55 waren zu Beginn im Betrieb fest miteinander verbunden. Obwohl die Lokomotiven auch für den Reisezugdienst vorgesehen waren, wurden sie ohne Zugheizeinrichtung gebaut.

### Technische Daten
Die Treibradsätze waren über Treibstangen mit einer Blindwelle verbunden. Der erste Umbau erfolgte 1925. Bei den beiden Halblokomotiven 52 und 53 wurden die Drehgestelle als Versuch, die Laufeigenschaften der Lokomotive zu verbessern, 500 mm näher an die Pufferbohle gerückt. 1926 erhielten die Halblokomotiven 54 und 55 eine Zugheizanlage. Noch 1926 wurden die Halblokomotiven 52 mit 55 sowie 53 mit 54 verbunden, wodurch zwei Doppellokomotiven mit einem am A-Ende verlängerten Radstand und einem B-Ende mit Zugheizung entstanden.
Im Betrieb erfüllte die Pb (I) als Doppellokomotive die Anforderungen der SJ in Traktion, Laufeigenschaften und Höchstgeschwindigkeit nicht. Besonders beim Anfahren neigte die hintere Lokomotivhälfte zum Rutschen. Das Fahrpersonal konnte die Lokomotive nur mühsam mit 75 km/h bewegen, obwohl die zugelassene Höchstgeschwindigkeit 100 km/h betrug.
Als 1929 die Baureihe Ds im Personenverkehr auf der Erzbahn eingesetzt wurde, traten die Pb-Lokomotiven in der Hintergrund. Mitte der 1930er Jahre beschlossen die SJ, die Doppellokomotiven in Einzellokomotiven umzubauen. Die Baureihe Pb (I) war nach der Baureihe Od die zweite Lokomotivbaureihe mit einem aus Holz gefertigten und mit Teakholz verkleideten Lokomotivkasten, eine Konstruktion, die sich bei den Baureihen Oe, Of und ersten Bauserien der Baureihe D wiederholte.

## Pb (II) – 1937–60
Zusammen mit dem Umbau zu Einzellokomotiven erhielten die Pb (II) einen neuen Transformator, neue Getriebe und ein Gehäuse aus Stahl. Der Treibradsatz wurde um eine Achse ergänzt, die Antriebsmotoren wurden beibehalten. Das neue Erscheinungsbild der Lokomotiven erinnerte an die Lokomotivbaureihe D. Als in den 1940er Jahren die leistungsstärkeren Dk-Lokomotiven auf der Erzbahn in Betrieb genommen wurden, wurden die Pb nach Malmö verlegt, wo sie 1960 abgestellt und noch im selben Jahr verschrottet wurden.
Ungeklärt ist der Grund des Umbaues. Für den Umbau waren nur noch die beiden Treibachsen mit dem zugehörigen Rahmenteil sowie die Blindwelle und die beiden Motoren verwendbar. Der Rest musste neu gebaut werden. Möglicherweise wäre es wirtschaftlicher gewesen, vier neue Lokomotiven der Baureihe Dk zu beschaffen, zudem die Leistung der umgebauten Lokomotiven nur etwa halb so groß war wie die der Baureihe Dk. Eventuell gab es Investitionszuschüsse oder es war eine politische Entscheidung.